# Fritz Pook

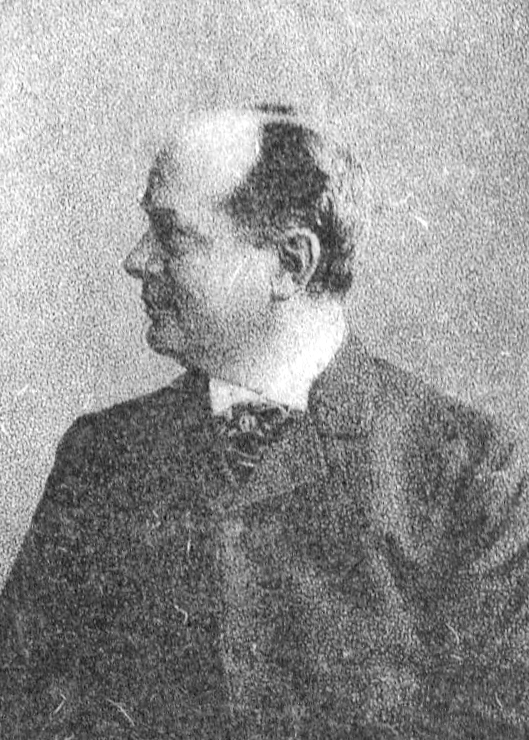
Fritz Pook, 1910

Fritz Pook (19. Oktober 1857 in Berlin – 14. September 1944 in Straßburg, Elsass) war ein deutscher Theaterschauspieler und -intendant.

## Leben
Nachdem Pook viereinhalb Jahre dem Kaufmannstande angehörte, betrat er 1877 die Theaterlaufbahn. Er war in Jeßnitz, Ohlau, Prenzlau, Liegnitz, Posen, Frankfurt, Berlin, Stettin, Magdeburg und zuletzt in Düsseldorf (1888–1900) schauspielerisch tätig, erzielte in seinen jugendlich komischen Gesangsrollen starke Wirkung und nahm daselbst eine erste Stellung ein.
Ab 1891 war er Direktor des Badentheaters in Helmstädt, ab 1897 des fürstlichen Theaters in Pyrmont, übernahm 1900 unter den schwierigsten Verhältnissen das Stadttheater Dortmund, und war es sein entscheidendes Verdienst, diese künstlerisch nahezu in Verfall geratene Bühne in würdiger Weise gehoben zu haben. Pook war auch gleichzeitig Direktor des Stadttheaters in Bochum.
Sein künstlerischer Lebensweg nach 1902 ist weitgehend unbekannt. In der Spielzeit 1910/1911 war Pook Theaterintendant am Stadttheater Frankfurt (Oder).